# Sainte-Soline
Sainte-Soline és un municipi francès situat al departament de Deux-Sèvres i a la regió de la Nova Aquitània. És una comuna rural la major part del territori del qual es dedica a l'agricultura.

## Demografia

### Població
El 2007 la població de fet de Sainte-Soline era de 406 persones. Hi havia 166 famílies de les quals 36 eren unipersonals (16 homes vivint sols i 20 dones vivint soles), 57 parelles sense fills, 61 parelles amb fills i 12 famílies monoparentals amb fills.
La població ha evolucionat segons el següent gràfic:
Habitants censats

### Habitatges
El 2007 hi havia 256 habitatges, 168 eren l'habitatge principal de la família, 68 eren segones residències i 19 estaven desocupats. 249 eren cases i 1 era un apartament. Dels 168 habitatges principals, 146 estaven ocupats pels seus propietaris, 21 estaven llogats i ocupats pels llogaters i 1 estava cedit a títol gratuït; 5 tenien dues cambres, 20 en tenien tres, 42 en tenien quatre i 101 en tenien cinc o més. 115 habitatges disposaven pel capbaix d'una plaça de pàrquing. A 84 habitatges hi havia un automòbil i a 75 n'hi havia dos o més.

### Piràmide de població
La piràmide de població per edats i sexe el 2009 era:
| Homes | Edats   | Dones |
| ----- | ------- | ----- |
| 0     | 95 o +  | 0     |
| 0     | 90 a 94 | 4     |
| 4     | 85 a 89 | 4     |
| 0     | 80 a 84 | 8     |
| 12    | 75 a 79 | 12    |
| 24    | 70 a 74 | 16    |
| 4     | 65 a 69 | 12    |
| 12    | 60 a 64 | 16    |
| 8     | 55 a 59 | 8     |
| 4     | 50 a 54 | 16    |
| 24    | 45 a 49 | 12    |
| 16    | 40 a 44 | 4     |
| 20    | 35 a 39 | 12    |
| 4     | 30 a 34 | 24    |
| 8     | 25 a 29 | 12    |
| 0     | 20 a 24 | 12    |
| 20    | 15 a 19 | 12    |
| 16    | 10 a 14 | 12    |
| 16    | 5 a 9   | 4     |
| 4     | 0 a 4   | 8     |

## Economia
El 2007 la població en edat de treballar era de 241 persones, 155 eren actives i 86 eren inactives. De les 155 persones actives 131 estaven ocupades (77 homes i 54 dones) i 24 estaven aturades (8 homes i 16 dones). De les 86 persones inactives 42 estaven jubilades, 20 estaven estudiant i 24 estaven classificades com a «altres inactius».

### Ingressos
El 2009 a Sainte-Soline hi havia 159 unitats fiscals que integraven 369,5 persones, la mediana anual d'ingressos fiscals per persona era de 15.036 €.

### Activitats econòmiques
Dels 12 establiments que hi havia el 2007, 1 era d'una empresa extractiva, 2 d'empreses de fabricació d'altres productes industrials, 4 d'empreses de construcció, 1 d'una empresa de comerç i reparació d'automòbils, 2 d'empreses immobiliàries i 2 d'empreses de serveis.
Dels 4 establiments de servei als particulars que hi havia el 2009, 1 era un taller de reparació d'automòbils i de material agrícola, 1 paleta, 1 guixaire pintor i 1 fusteria.
L'any 2000 a Sainte-Soline hi havia 28 explotacions agrícoles que ocupaven un total de 1.680 hectàrees.

### Projecte de megaconca de retenció d'aigua
Per fer front a l'escassetat d'aigua de reg, s'està construint un projecte de «megaconca » (dipòsit d'aigua destinat a l'emmagatzematge agrícola d'aigua que s'omple durant l'hivern extraient aigua dels aqüífers subterranis i que s'utilitza durant l'estiu). Ha despertat l'oposició d'unes 150 organitzacions que van organitzar reunions i concentracions al lloc. El 28 d'octubre de 2022, durant la concentració d'entre 3.000 i 4.000 manifestants, es va destruir una canonada d'aigua i diversos participants van resultar ferits durant els altercats amb la policia. També van resultar ferits diversos gendarmes. El 23 de març de 2023, una nova manifestació que va reunir entre 6.000 i 30.000 manifestants va donar lloc a enfrontaments violents que van causar diversos ferits greus. Malgrat aquesta manifestació multitudinària, el projecte va ser validat per l'Estat francès l'11 d'abril de 2023.

## Poblacions més properes
El següent diagrama mostra les poblacions més properes.